# Halloween (película de 1978)
Halloween (titulada: La noche  de Halloween en España y Halloween: La noche de todas las brujas en Estados Unidos y algunas regiones de Hispanoamérica) es una película de terror independiente de 1978 dirigida y orquestada por John Carpenter, coescrita con la productora Debra Hill, y protagonizada por Jamie Lee Curtis —en su debut cinematográfico— y Donald Pleasence. La película fue la primera entrega de una franquicia que, hasta 2020, ha ofrecido siete secuelas y dos reinicios. La trama de la película comienza en la noche de Halloween de 1963 cuando Michael Myers asesina a su hermana en la ciudad ficticia del Medio Oeste estadounidense de Haddonfield (Illinois). Quince años después se escapa, el 30 de octubre de 1978, del sanatorio Smith's Grove en que está ingresado y regresa a Haddonfield para matar de nuevo. Al día siguiente, Halloween, Michael acosa a la adolescente Laurie Strode. El psiquiatra de Michael, el Dr. Sam Loomis, sabiendo las intenciones de Michael, va a la ciudad para encontrarlo y detenerlo.
Halloween fue producida con un presupuesto de 300.000$ y recaudó 47 millones de dólares en la taquilla en los Estados Unidos y 23 millones de dólares a nivel internacional obteniendo 70 millones de dólares en todo el mundo, equivalente a aproximadamente 267 millones de dólares a partir de 2016. Ello la convierte en una de las películas independientes más rentables de todos los tiempos.
Muchos críticos dan crédito a la película como la primera de una larga línea de películas slasher inspiradas por Psycho (Psicosis) (1960) dirigida por Alfred Hitchcock. Debido a su popularidad también se considera que sirvió de inspiración para otras películas, generó varios clichés encontrados en las películas de terror de bajo presupuesto de las décadas de 1980 y 1990 y varias técnicas y elementos de la trama se han convertido en tropos del género. Sin embargo, a diferencia de muchos de sus imitadores, Halloween contiene poca violencia gráfica y gore. Fue una de las primeras películas de terror en introducir el concepto de la muerte del asesino y volver a la vida otra vez dentro de la misma película. Algunos críticos han sugerido que puede fomentar el sadismo y la misoginia por las audiencias que se identifican con su villano. Otros han sugerido que es una crítica social hacia comportamientos inmorales de los adolescentes y jóvenes, al mostrar a las víctimas de Myers como sexualmente promiscuas o abusando de sustancias, mientras que la heroína se representa como una joven inocente y pura. El director, en sucesivas ocasiones, ha rechazado tales análisis.
En 2006 fue seleccionada para ser preservada en el National Film Registry de los Estados Unidos por Library of Congress al ser definida como "cultural, histórica o estéticamente significativa".

## Argumento
En la noche de Halloween de 1963, en la ciudad suburbana (ficticia) de Haddonfield, Illinois, Michael Myers, un chico de seis años, apuñala a su hermana Judith con un cuchillo de cocina hasta matarla. Durante quince años, Michael es recluido en el sanatorio Smith's Grove. El 30 de octubre de 1978, el psiquiatra de Michael, el Dr. Sam Loomis, acompañado de la enfermera Marion Chambers, llegan al sanatorio para acompañar a Michael (ahora tiene 21 años) al tribunal para un juicio; Loomis espera que el resultado del juicio de Michael sea encerrarlo de por vida. Sin embargo, Michael ataca a Marion, roba un auto y escapa de Smith's Grove, matando a un mecánico para robar su mono de trabajo en el camino de regreso a Haddonfield. Al regresar al pueblo, Michael roba un cuchillo, cuerdas y una máscara blanca e inexpresiva de la ferretería local.
En Halloween, la estudiante de secundaria Laurie Strode deja una llave en la casa Myers, ahora abandonada, que su padre está tratando de vender. Laurie se da cuenta de que Michael la acosa durante todo el día, pero sus amigas Annie Brackett y Lynda Van der Klok descartan sus preocupaciones. Loomis llega a Haddonfield en busca de Michael y descubre que alguien robó la lápida de Judith en el cementerio local. Se encuentra con el padre de Annie, el sheriff Leigh Brackett, e investigan la casa de Michael, donde Loomis le dice a Brackett que Michael es un ser de pura maldad. Brackett duda del peligro, pero va a patrullar las calles, mientras que Loomis espera en la casa, esperando que Michael regrese. Esa noche, Laurie cuida a Tommy Doyle, mientras que Annie cuida a Lindsey Wallace al otro lado de la calle.
Michael las sigue, espiando a Annie y matando al perro de los Wallace. Tommy ve a Michael desde las ventanas y cree que es el hombre del saco, pero Laurie no le cree. Más tarde, Annie lleva a Lindsey a la casa de Doyle para pasar la noche y poder recoger a su novio Paul. Cuando se sube a su auto, Michael aparece desde el asiento trasero, la estrangula y le corta la garganta con un cuchillo. Poco después, Lynda y su novio Bob Simms llegan a la casa de los Wallace y la encuentran vacía. Después de tener relaciones sexuales, Bob baja a buscar una cerveza, pero Michael aparece y lo clava contra la pared con un cuchillo de cocina. Michael luego se hace pasar por Bob con un disfraz de fantasma y se aparece a Lynda, quien se burla de él sin ningún efecto. Molesta, llama a Laurie para averiguar qué le pasó a Annie. Michael procede a estrangular a Lynda con el cable del teléfono mientras Laurie escucha del otro lado, pensando que es una broma. Mientras tanto, Loomis descubre el auto robado del sanatorio y comienza a buscar a Michael en las calles. Sospechando de la llamada telefónica, Laurie va a la casa de Wallace al otro lado de la calle y encuentra los cuerpos de sus amigos, así como la lápida robada de Judith, en el dormitorio de arriba. Ella huye aterrorizada hacia el pasillo, donde Michael aparece de repente en la oscuridad y la apuñala en el brazo, lo que hace que se caiga por la barandilla de la escalera.
Herida, Laurie escapa por poco y corre de regreso a la casa de Doyle, pero descubre que perdió las llaves de la puerta principal cuando se cayó de la escalera. Tommy la deja entrar a la casa y Laurie ordena a Tommy y Lindsey que se escondan e intenta llamar por teléfono para pedir ayuda, solo para descubrir que la línea ha sido cortada. Michael entra por la ventana y la ataca de nuevo, pero ella lo incapacita al apuñalarlo en el cuello con una aguja de tejer. Pensando que está muerto, Laurie sube las escaleras tambaleándose para ver cómo están los niños. Ella se sorprende cuando Michael se acerca para atacarla de nuevo. Ella les dice a los niños que se escondan en el baño mientras Laurie se esconde en el armario del dormitorio, pero Michael la encuentra y entra por la puerta del armario. Laurie lo apuñala en el ojo con una percha y en el pecho con su propio cuchillo. Luego les dice a Tommy y Lindsey que vayan a la casa de un vecino para llamar a la policía. 
Después de que se van, Michael se despierta una vez más y se acerca lentamente a una desprevenida Laurie. Loomis ve a los niños salir corriendo de la casa y va a investigar, y encuentra a Michael y Laurie peleando arriba; Laurie le arranca la máscara a Michael, distrayéndolo momentáneamente mientras intenta volver a ponérsela. Loomis le dispara a Michael seis veces y lo tira por el balcón. Laurie le pregunta a Loomis si Michael era el "hombre del saco", lo que Loomis confirma. Loomis camina hacia el balcón y mira hacia abajo, pero ve que Michael ha desaparecido. Sin sorprenderse, mira hacia la noche mientras Laurie comienza a sollozar. La respiración de Michael se escucha durante un montaje de lugares donde había estado recientemente, lo que indica que podría estar en cualquier lugar.

## Reparto
- Jamie Lee Curtis como Laurie Strode.
- Donald Pleasence como  el Dr. Sam Loomis.
- Nick Castle como Michael Myers (acreditado como "The Shape").
  - Tony Moran como Michael Myers (desenmascarado).
  - Will Sandin como Michael Myers (6 años).
- P. J. Soles como Lynda Van Der Klok.
- Nancy Kyes como Annie Brackett.
- Charles Cyphers como el Sheriff Leigh Brackett.
- Kyle Richards como Lindsey Wallace.
- Brian Andrews como Tommy Doyle.
- John Michael Graham como Bob Simms.
- Nancy Stephens como Marion Chambers.
- Arthur Malet como el cuidador del cementerio.
- Mickey Yablans como Richie.
- Brent Le Page como Lonnie Elam.
- Adam Hollander como Keith.
- Sandy Johnson como Judith Myers.
- David Kyle como el novio de Judith.
- Peter Griffith como el padre de Laurie.

## Producción
Después de ver la película de Carpenter  Assault on Precinct 13 (1976) en el Festival de Cine de Milán, el productor independiente Irwin Yablans y el financiero Moustapha Akkad buscaron a Carpenter para dirigir una película para ellos sobre un asesino psicótico que acechaba a niñeras. Carpenter y su entonces novia Debra Hill comenzaron a redactar una historia originalmente titulada The Babysitter Murders pero, como Carpenter afirmó posteriormente en Entertainment Weekly, Yablans sugirió que la película se ambientara en la noche de Halloween y se titulara Halloween.

"Estaba pensando qué tendría sentido en el género de terror, y lo que quería hacer era producir una imagen que tuviera el mismo impacto que The Exorcist."
Iwin Yablans (2001)

Akkad acordó poner $300.000 para el presupuesto de la película, que era considerado bajo en ese entonces, pero superior a la anterior película de Carpenter, Assault on Precinct 13, cuyo presupuesto estimado fue de $100.000. Akkad se preocupó por el apretado plan de rodaje de cuatro semanas, por el bajo presupuesto y por la limitada experiencia de Carpenter como cineasta. Carpenter recibió $10 000 por dirigir, escribir y componer la música manteniendo los derechos al 10 por ciento de los beneficios que generara la película.

"Dos cosas me hicieron decidir: una, Carpenter me contó la historia verbalmente y de manera suspense. En segundo lugar, me dijo que no quería cobrar honorarios, y eso demostraba que tenía confianza en el proyecto"
Moustapha Akkad (2001) 

Debido al bajo presupuesto, el vestuario y los accesorios empleados fueron los artículos a mano o que se podían comprar a bajo costo. Carpenter contrató a  Tommy Lee Wallace como diseñador de producción, director de arte, explorador de locaciones y coeditor. Wallace creó la icónica máscara que Michael Myers usó a lo largo de la película con una máscara de marca comercial del Capitán Kirk comprada por $1,98.

"[Wallace] ensanchó los agujeros para los ojos y pintó con aerosol la piel de un blanco azulado. En el guion decía que la máscara de Michael Myers tenía 'las facciones pálidas de un rostro humano' y realmente era espeluznante. Solo puedo imaginar el resultado si no hubieran pintado la máscara de blanco. Los niños revisarían su armario en busca de William Shatner después de que Tommy terminara con ella."
John Carpenter (2001) 

Debra Hill indicó que "la idea era hacerlo casi sin sentido del humor, sin rostro, esta clase de rostro pálido que podría parecerse a un humano o no". Muchos de los actores llevaban sus propias ropas, y el vestuario utilizado por Jamie Lee Curtis se compró en J. C. Penney por aproximadamente cien dólares.
El presupuesto limitado también dictó la ubicación de la filmación y el plan de rodaje. Halloween fue filmada en 20 días en la primavera de 1978 en el sur de Pasadena y en el cementerio en Sierra Madre (California). Una casa abandonada fue la casa de Myers. Dos casas en Orange Grove Avenue (cerca de Sunset Boulevard) en Hollywood se utilizaron para el clímax de la película. El equipo tuvo dificultades para encontrar calabazas en la primavera y las hojas artificiales de otoño tuvieron que ser reutilizadas para múltiples escenas en exteriores. Las familias locales vistieron a sus hijos con trajes de Halloween para las escenas de "truco o trato".
En agosto de 2006 la revista Fangoria informó que Synapse Films había descubierto cajas de negativos que contenían secuencias cortadas de la película. Una fue etiquetada "1981" lo que sugiere que eran secuencias adicionales para la emisión televisiva de la película. Con posterioridad se evidenció que el metraje no contenía banda sonora.

"Lo que tenemos es prácticamente todo el negativo original no utilizado del Halloween original de Carpenter. Afortunadamente, Billy [Kirkus] pudo encontrar este material antes de que se destruyera. La historia sobre como obtuvimos los negativos es larga, pero los guardaremos para cuando podamos exhibir el material de alguna manera. Kirkus debe ser elogiado por salvar el Santo Grial de las películas de terror.(...) Acabamos de enterarnos por Sean Clark, un genio de Halloween desde hace mucho tiempo, que el metraje encontrado es solo eso: metraje. No hay sonido en ninguno de los carretes hasta ahora, ya que nada de eso se usó en la edición final."

### Guion
Se tardó aproximadamente 10 días en escribir el guion. Yablans y Akkad cedieron la mayor parte del control creativo a los escritores Carpenter y Hill, a quien Carpenter quería como productora, pero Yablans ofreció varias sugerencias. Según una entrevista de Fangoria con Hill, "Yablans quería que el guion fuera escrito como un programa de radio, con 'boos' cada 10 minutos". Hill explicó que el guion tomó tres semanas de escritura y gran parte de la inspiración detrás de la trama vino de las tradiciones celtas de Halloween como el festival de Samhain. Aunque Samhain no se menciona en la trama de la primera película, Hill afirma que:

...la idea era que no podías matar al mal, y así fue como surgió la historia. Volvimos a la vieja idea de Samhain, que Halloween fue la noche en la que todas las almas se dejaron salir para causar estragos en la vida, y luego se le ocurrió la historia sobre el niño más malvado que jamás haya vivido. Y cuando John apareció con esta fábula de un pueblo con un secreto oscuro de alguien que vivió allí, y ahora que el mal ha vuelto, eso es lo que hizo a Halloween trabajar.
Debra Hill

Hill escribió la mayoría del diálogo de los personajes femeninos, mientras Carpenter redactó los discursos de Loomis sobre la desalmadía de Michael Myers. Muchos detalles de la escritura fueron tomados de sucesos acaecidos durante la adolescencia de Carpenter y Hill y el inicio de sus carreras. La ciudad ficticia de Haddonfield (Illinois) se derivó de Haddonfield (Nueva Jersey), donde Hill creció, y la mayoría de los nombres de las calles fueron tomadas de la ciudad natal de Carpenter Bowling Green (Kentucky). Laurie Strode era el nombre de una de las viejas novias de Carpenter. Michael Myers era el nombre de un productor inglés que había participado anteriormente, junto a Yablans, en varios festivales de cine europeos. Carpenter también rinde homenaje a Alfred Hitchcock en dos nombres de los personajes: Tommy Doyle lleva el nombre del teniente detective Thomas J. Doyle (Wendell Corey) de Rear Window (1954), y el nombre del Dr. Loomis fue tomado de Sam Loomis (John Gavin) de Psycho (1960), el novio de Marion Crane (Janet Leigh que era la madre en la vida real de Jamie Lee Curtis). El sheriff Leigh Brackett compartió el nombre de un guionista de Hollywood.

### Casting

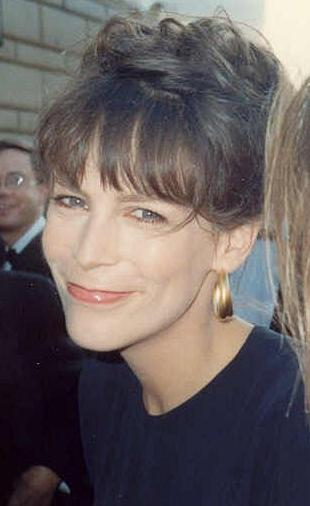
Curtis en 1989

El reparto de Halloween incluía al veterano actor Donald Pleasence y a la entonces desconocida actriz Jamie Lee Curtis. El bajo presupuesto limitó el número de grandes nombres que Carpenter podría atraer, y la mayoría de los actores recibieron muy poca compensación por sus papeles. Pleasence fue pagado con la cantidad más alta $20.000, Curtis recibió $8.000, y Nick Castle ganó $25 al día. El papel del Dr. Loomis fue ofrecido a Peter Cushing y Christopher Lee pero ambos declinaron en parte por su bajo salario (aunque Lee afirmaría con posterioridad a Carpenter que declinar el papel era el error más grande de su carrera). El actor inglés Pleasence— la tercera opción Carpenter— accedió a formar parte del elenco principal. Pleasence ha sido llamado "el gran aterrizaje de John Carpenter". Los estadounidenses ya estaban familiarizados con Pleasence como el villano Ernst Stavro Blofeld en la película de James Bond You Only Live Twice (1967).
En una entrevista Carpenter admite que "Jamie Lee no era la primera opción para Laurie, no tenía idea de quién era, tenía 19 años y en un programa de televisión en ese momento, pero yo no vi la televisión". Originalmente quería elegir a Anne Lockhart, la hija de June Lockhart en Lassie, como Laurie Strode. Sin embargo Lockhart tenía compromisos con varios otros proyectos de cine y televisión. Debra Hill dice que descubrió que Jamie Lee era la hija de la actriz de Psycho Janet Leigh y que "sabía que lanzar a Jamie Lee sería una gran publicidad para la película porque su madre estaba en Psycho." Halloween fue el debut cinematográfico de Curtis y lanzó su carrera como una "estrella scream queen del terror". Otra actriz relativamente desconocida, Nancy Kyes (acreditada en la película como Nancy Loomis), fue elegida como la amiga de Laurie, Annie Brackett, hija del alguacil de Haddonfield Leigh Brackett (Charles Cyphers). Kyes había participado anteriormente en la anterior película de Carpenter, Assault on Precinct 13, y empezó a salir con el director de arte de Halloween, Tommy Lee Wallace, cuando comenzó el rodaje. Carpenter también eligió a P. J. Soles para dar vida a Lynda Van Der Klok, otra amiga de Laurie, más recordada en la película por la palabra "totally". Soles fue una actriz conocida por su papel secundario en Carrie (1976) y su pequeña participación en The Boy in the Plastic Bubble (1976). De acuerdo con una fuente "Carpenter se dio cuenta de que había capturado el aura de una feliz adolescente en los años 70".
El rol de "The Shape"— como el personaje del enmascarado Michael Myers en los créditos finales— fue interpretado por Nick Castle, quien se hizo amigo de Carpenter mientras asistían a la Universidad del Sur de California. Después de Halloween Castle se convirtió en director de cine entre cuya filmografía se encuentran películas como The Last Starfighter (1984), The Boy Who Could Fly (1986), Dennis the Menace (1993), y Major Payne (1995).

### Música
Otra razón importante para el éxito de Halloween fue la banda sonora, especialmente el tema principal. A falta de una banda sonora sinfónica, la puntuación de la película consiste en una melodía de piano interpretada en un 10/8 o "complex 5/4" meter compuesto e interpretado por el director John Carpenter. Carpenter tardó tres días en componer la partitura completa de la película. El crítico James Berardinelli llama a la score "relativamente simple y poco sofisticada", pero admite que la música es uno de sus activos más fuertes". Carpenter declaró en una entrevista, "Puedo tocar casi cualquier teclado, pero no puedo leer ni escribir una nota". En los créditos finales, Carpenter se hace llamar "Bowling Green Philharmonic Orchestra" para interpretar la partitura de la película, pero recibió ayuda del compositor Dan Wyman, profesor de música en la Universidad Estatal de San José.
Algunas canciones se pueden escuchar en la película, una de ellas es una canción sin título interpretada por Carpenter y un grupo de sus amigos que formaron una banda llamada The Coupe De Villes. La canción se escucha mientras Laurie entra en el auto de Annie en su camino para cuidar a Tommy Doyle. La canción «(Don't Fear) The Reaper», interpretada por la banda de rock clásica Blue Öyster Cult, también forma parte de la banda sonora de la película. La banda sonora fue publicada por primera vez en Estados Unidos en octubre de 1983 por el sello Varèse Sarabande / MCA. Posteriormente fue publicada en formato de disco compacto en 1985, reeditado en 1990, y posteriormente en 2000.

## Lanzamiento
Halloween se estrenó el 25 de octubre de 1978 en el AMC Midland-Empire de Kansas City (Misuri) y poco después en Chicago (Illinois) y en la ciudad de Nueva York. Su estreno en Los Ángeles tuvo lugar el 27 de octubre de 1978. Se estrenó en Pittsburgh (Pensilvania) el 22 de noviembre de 1978. La película recaudó en taquilla 47 millones de dólares en los Estados Unidos y 23 millones adicionales internacionalmente haciendo un total de $70 millones.
El 7 de septiembre de 2012 la página oficial de Halloween Movies en Facebook anunció que la película original de Halloween sería reestrenada en salas de cine a partir del 25 de octubre de 2013 en conmemoración del 35 aniversario de la película que se cumplía ese año. Antes de cada proyección de la película se estrenó un nuevo documental titulado, You Can't Kill the Boogeyman: 35 Years of Halloween, escrito y dirigido por Justin Beahm webmaster de HalloweenMovies.com.

## Recepción
Halloween recibió reseñas generalmente positivas de parte de la crítica especializada y de la audiencia. En el sitio web especializado Rotten Tomatoes, la película posee una aprobación de 96%, basada en 82 reseñas, con una calificación de 8.6/10 y con un consenso crítico que dice: "Aterradora, llena de suspense y visceralmente emocionante, Halloween estableció el estándar para las películas de terror modernas". De parte de la audiencia tiene una aprobación de 89%, basada en más de 250 000 votos, con una calificación de 4.3/5.
El sitio web Metacritic le dio a la película una puntuación de 87 de 100, basada en 21 reseñas, indicando "aclamación universal". En el sitio IMDb los usuarios le asignaron una calificación de 7.7/10, sobre la base de 282 816 votos, mientras que en la página web FilmAffinity la cinta tiene una calificación de 6.7/10, basada en 28 417 votos.

## Influencia
Halloween es una película muy influyente dentro del género de terror y fue, en gran parte, responsable de la popularización de las películas slasher en la década de 1980. Halloween popularizó muchos tropos que se han convertido en sinónimo del género slasher: el tropo de la chica final, el asesinato de personajes que abusan de sustancias o son sexualmente promiscuos, o el uso de una canción de entrada para el asesino. Carpenter también rodó muchas escenas desde la perspectiva del asesino para construir tensión. Estos elementos se han establecido de tal manera que muchos historiadores sostienen que Halloween es responsable de la nueva ola de terror que surgió durante la década de 1980. Debido a su popularidad Halloween se convirtió en un modelo para el éxito de muchas otras películas de terror subsiguientes, como Friday the 13th (1980) y A Nightmare on Elm Street (1984), o para otras películas posteriores de corte más satírico como Scream (1996).
Los temas principales presentes en Halloween también se harían comunes en las películas slasher que inspiró. La investigadora de cine Pat Gill señala que en Halloween hay un tema de padres ausentes, pero películas como A Nightmare on Elm Street y Friday the 13th muestran que los padres se vuelven directamente responsables de la creación del asesino.
Hay películas slasher anteriores a Halloween, como The Texas Chain Saw Massacre (Tobe Hooper, 1974) o Black Christmas (Bob Clarke, 1974), que ya contenían elementos prominentes del género slasher como que la trama involucra a un grupo de adolescentes que son asesinados uno tras otro por un extraño o el contar con un personaje como la última chica final. Halloween, sin embargo, es visto por los historiadores como responsable de la nueva ola de películas de terror, ya que no sólo utiliza estos tropos sino que también fue pionero en muchos otros.
Una novela de bolsillo homónima, escrita por Curtis Richards (un seudónimo que fue utilizado por el autor Dennis Etchison), fue publicada por Bantam Books en 1979. Fue reeditada en 1982 y posteriormente agotó su tirada. La novela agrega aspectos que no aparecen en la película, como los orígenes de la maldición de Samhain y la vida de Michael Myers en Smith's Grove Sanitarium, que contradicen su material de origen. Por ejemplo, en la versión de novela Michael habla durante su tiempo en el sanatorio; en la película, el Dr. Loomis afirma, "Él no ha hablado una palabra en quince años." 
En 1983 Halloween fue adaptada como un videojuego para Atari 2600 por Wizard Video. Ninguno de los personajes principales en el juego son nombrados. Los jugadores asumen el papel de una niñera adolescente que intenta salvar a tantos niños de un asesino innominado que usa un cuchillo como sea posible. El juego no era popular entre los padres o los jugadores y los gráficos eran simples, como era característico en la videoconsola Atari 2600. En otro esfuerzo por ahorrar dinero la mayoría de las versiones del juego no contenían ninguna etiqueta identificativa en el cartucho. Era simplemente un pedazo de cinta con "Halloween" escrito en el marcador. Sin embargo el juego contenía más gore que el mostrado en la película: cuando la niñera es asesinada su cabeza desaparece y es reemplazada por la sangre que salpica desde el cuello mientras corre alrededor exageradamente. La similitud principal del juego a la película es la música del tema, que suena cuando el asesino aparece en pantalla.

## Secuelas y reinicio
Halloween generó siete secuelas, una nueva versión de 2007 dirigida por Rob Zombie, y una secuela de 2009 del remake, que no tiene relación con la secuela del original. De estas películas sólo la primera secuela fue escrita por Carpenter y Hill. Comienza exactamente donde acaba Halloween y tenía la intención de terminar la historia de Michael Myers y Laurie Strode. Halloween II (1981) fue un éxito de taquilla, convirtiéndose en la segunda película de terror de mayor repercusión en su año solo por detrás de An American Werewolf in London. Carpenter no dirigió ninguna de las siguientes películas en la franquicia de Halloween, aunque produjo Halloween III: Season of the Witch (1982), la trama de la cual no está relacionada con las otras películas en la serie debido a la ausencia de Michael Myers. Carpenter, junto con Alan Howarth, también compuso la música para la segunda y tercera película. Después de la negativa recepción crítica y comercial de Season of the Witch, los cineastas trajeron de vuelta a Michael Myers en Halloween 4: The Return of Michael Myers (1988), que fue lo suficientemente exitosa como para garantizar su propia secuela directa con Halloween 5: The Revenge of Michael Myers (1989) y una secuela más Halloween: The Curse of Michael Myers (1995).En 2018 se hizo una secuela de la película original de 1978 también titulada Halloween sin tomar en cuenta sus demás secuelas. Esta película sirve para el inicio de una nueva trilogía, iniciando con
Halloween y siguiendo con Halloween Kills y terminando con Halloween Ends.
Las secuelas cuentan con lenguaje y violencia más explícitas, y generalmente son rechazadas por los críticos de cine, excluyendo Halloween II (1981) y Halloween H20: 20 Years Later (1998), que recibieron mejores críticas que la mayoría de las otras secuelas y reinicios en la franquicia, aunque aun así palidecieron en comparación con la película original, excepto Halloween (2018) la cual es la película que en críticas se ha acercado al éxito de la original. Estas películas fueron filmadas con presupuestos mucho mayores que la original: en contraste con Halloween y su modesto presupuesto de $300,000, el presupuesto de Halloween II fue de alrededor de $2,5 millones, mientras que la secuela final a la saga original, Halloween: Resurrection (2002) contó con un presupuesto de $15 millones. El financiero Moustapha Akkad continuó trabajando estrechamente con la franquicia de Halloween, actuando como productor ejecutivo de cada secuela hasta su muerte en los atentados de 2005 en Amán (Jordania).
Con la excepción de Halloween III, las secuelas desarrollan aún más el personaje de Michael Myers y el tema de Samhain. Sin embargo, e incluso sin considerar la tercera película, la saga de Halloween tiene varios problemas de continuidad, que algunas fuentes atribuyen a los diferentes escritores y directores involucrados en cada película. Las 10 películas de Halloween, incluyendo la versión 2007 y su secuela, han tenido ocho directores. Sólo Rick Rosenthal y Rob Zombie dirigieron más de una: Rosenthal dirigió la primera secuela así como Halloween: Resurrection, mientras que Zombie dirigió el remake de la película original y su secuela.